# Disfiguring the Goddess
A Disfiguring the Goddess amerikai, egyszemélyes death metal/deathcore projekt. 2006-ban alakult meg a nevadai Mindenben, de az évek alatt Seattle-be tette át székhelyét. A Disfiguring the Goddess hangzásvilága miatt a brutal/slamming death metal al-műfajokba is sorolható. Eleinte teljes létszámú  együttes voltak, később (2009 és 2011 között) Cameron Argon egyszemélyes projektjévé vált.

## Tagok
- Cameron "Big Chocolate" Argon – ének, gitár, basszusgitár, programozás (2006-)

## Diszkográfia
Stúdióalbumok
- Circle of Nine – 2011
- Sleeper – 2012
- Black Earth Child – 2013
- Deprive – 2013
- Katapillar – 2019[2]

Egyéb kiadványok
- Demo 1 – 2007
- DIY – demó, 2007
- Promo – EP – 2008
- Defaced from Humanity – demó, 2008